# Piddubne, Novoukraiinka
Piddubne (în ucraineană Піддубне) este un sat în comuna Mala Pomicina din raionul Novoukraiinka, regiunea Kirovohrad, Ucraina.

## Demografie
Componența lingvistică a localității Piddubne
     Ucraineană (92,86%)
     Rusă (5,95%)
     Română (1,19%)
Conform recensământului din 2001, majoritatea populației localității Piddubne era vorbitoare de ucraineană (92,86%), existând în minoritate și vorbitori de rusă (5,95%) și română (1,19%).